# Vivi Bach
Vivi Bach, ook wel Vivi Bak (Deense spelling) of Vivienne Bach (Kopenhagen, 3 september 1939 – Ibiza, 22 april 2013) was een Deense zangeres, actrice, televisiepresentator en auteur.

## Biografie
Al als kind interesseerde de bakkersdochter zich voor zang en dans en vertoonde zich al vroeg in een jazzkelder. Na haar schoolperiode begon ze een cursus grimeuse, maar brak deze af en nam zang- en toneellessen. Hierop volgend was ze op haar eerste tournee geweest als zangeres van een band. Daarna speelde ze in Kopenhagen kleinere theaterrollen.
In 1956 speelde ze haar eerste filmrol, waarop andere volgden. Ook begon ze in een aantal Duitse films te spelen, als eerste met Hans-Joachim Kulenkampff in 1959. Daarna volgden verschillende muziekfilms aan de zijde van verschillende Duitse zangers. Ook speelde ze in enkele internationale films mee, zoals de film Le Pistole non discutono.
Haar Duitse zangcarrière begon in 1960 met een duet met Rex Gildo. In datzelfde jaar sloot ze een contract met platenmaatschappij Philips en nam met hen tot 1964, elf platen op. Het duet met Gerhard Wendland met Hey Vivi - Hey Gerhard (Duitse versie Hey Paula) leverde haar haar enige notering in de Duitse hitparade op.
Daarna richtte ze een filmmaatschappij op, waarmee ze enkele films produceerde. Geen van deze werd een succes. Ze ontmoette wel tijdens deze periode haar man, de acteur Dietmar Schönherr, met wie ze in 1965 trouwde.
Met Schönherr startte ze ook een carrière als televisiepresentatrice. Met de televisieserie Gala-Abend der Schallplatte en de spelshow Wünsch Dir was werd de Deense Bardot een Duitse televisielieveling.
In 1973 produceerde de WDR een show onder de titel Vivat Vivi waarin ze zich van vele zijden liet zien, maar dit werd geen groot succes. In 1976 bracht ze haar laatste plaat uit, een duet met Dietmar, om zich daarna terug te trekken.
Sindsdien werkte ze als schilder, illustrator en auteur van kinderboeken. Met haar man woonde ze op Ibiza.